# Evil Minded
Evil Minded je první demo album německé power metalové kapely Edguy vydané v roce 1994.

## Seznam skladeb
1. Evil Minded
2. I Hate You Too
3. Midgets of Metal
4. Voices of the Past

## Obsazení
- Tobias Sammet – zpěb, baskytara, piano
- Jens Ludwig – kytara
- Dirk Sauer – kytara
- Dominik Storch – bicí